# 42-es busz (Budapest)
A budapesti 42-es jelzésű autóbusz Óbuda, Szentlélek tér és Békásmegyer, HÉV-állomás között közlekedett körforgalomban. A vonalat a Budapesti Közlekedési Zrt. üzemeltette.

## Története
1949. november 21-én új járat indult 42-es jelzéssel a Fiumei út – Rákóczi út – Petőfi Sándor utca – Vörösmarty tér útvonalon. Megszűnésének időpontja ismeretlen, 1951-ben még közlekedett.
1953. május 1-jén a 42-es Óbuda, Miklós utca és Csillaghegy között indult újra. 1959. április 4-én a Szentendrei út–Munkácsy utca–Ezüsthegy utca útvonalon a békásmegyeri Donát utcáig hosszabbították a megszűnő 92-es busz helyett. 1972. december 23-án a Miklós utcai végállomása a Korvin Ottó térre került (mai Szentlélek tér). 1975. május 13-án 42Y jelzésű elágazójáratot indítottak a Korvin Ottó tér és a Óbudai-sziget között. 1976. július 5-étől 1977. augusztus 31-éig 42A jelzésű betétjárat is közlekedett a Rómaifürdő és Békásmegyer utca (Donát utca) között. A 42Y busz 1977. január 1-jén a 142-es jelzést kapta, majd május 1-jén az Óbudai-szigeten a HM Üdülőtelepig hosszabbították. 1977. november 2-ától a 42-es buszok csak a Békásmegyer, HÉV-állomásig közlekedtek, a Donát utca a szeptember óta arra járó 143-as buszokkal volt megközelíthető. 1982. január 19-én az új HÉV-állomás átadása miatt végállomása a Pünkösdfürdő nevet kapta. 1983. július 1-jétől 42É jelzésű éjszakai járat közlekedett a Batthyány tér és Békásmegyer között. 1994. július 1-jén útvonalát Békásmegyer, HÉV-állomásig (Heltai Jenő tér) hosszabbították, majd 1995. július 31-én megszűnt az Óbudai-szigetre járó 142-es busz. 2002. július 13-a és július 28-a között a Szentendrei HÉV vonalán a Batthyány tér és Békásmegyer között pályafelújítást végeztek, a HÉV-pótló buszokon kívül 142-es jelzéssel tehermentesítő járat is közlekedett a csúcsidőszakokban. 2005. szeptember 1-jén megszűnt a 42É éjszakai járat, a forgalmát az új 923-as busz vette át. 2008. szeptember 5-én a 42-es busz is megszűnt. A forgalmát az új 134-es busz vette át, mely a 42-es teljes útvonalát lefedi, de Békásmegyer, Újmegyeri tér lett az északi végállomása.

## Útvonala
| Békásmegyer, HÉV-állomás felé | Óbuda, Szentlélek tér felé |
| --- | --- |
| Óbuda, Szentlélek tér – Tavasz utca – Flórián tér – Szentendrei út – Czetz János köz – Czetz János utca – Mátyás király út – Batthyány utca – Madzsar József utca – Békásmegyer, HÉV-állomás vá. | Békásmegyer, HÉV-állomás vá. – Madzsar József utca – Pünkösdfürdő utca – Batthyány utca – Szent István utca – Szentendrei út – Mátyás király út – Czetz János utca – Czetz János köz – Szentendrei út – Flórián téri felüljáró – Serfőző utca – Árpád fejedelem útja – Óbuda, Szentlélek tér |

## Megállóhelyei
| 0  | Óbuda, Szentlélek tér végállomás                      | 20 | Szentendrei HÉV Budapest–Esztergom (ideiglenes terelés 2008 nyarán és őszén) 18, 18A, 34, 37, 106, 137 1, 1A |
| 2  | Flórián tér                                           | ∫  | 6, 18, 18A, 34, 37, 86, 106, 137 1, 1A 800, 801, 805, 810, 820, 830, 832, 840                                |
| 3  | Raktár utca                                           | 18 | 6, 34, 86, 106                                                                                               |
| 4  | Bogdáni út                                            | 17 | 6, 34, 86, 106, 118                                                                                          |
| 6  | Köles utca (ma: Kaszásdűlő H)                         | 15 | Szentendrei HÉV Budapest–Esztergom (ideiglenes terelés 2008 nyarán és őszén) 34, 106                         |
| 7  | Záhony utca                                           | 14 | 34, 106 |
| 8  | Aquincum                                              | 12 | Szentendrei HÉV 34, 106                                                                                      |
| 9  | Római tér                                             | ∫  | 34, 106 |
| 10 | Rómaifürdő                                            | ∫  | Szentendrei HÉV 34                                                                                           |
| 11 | Czetz János köz (↓) Szentendrei út (↑)                | 10 | 34 |
| 12 | Attila utca                                           | 8  | |
| 13 | Pozsonyi utca (↓) Huba utca (↑)                       | 7  | |
| 14 | Mátyás király út (↓) Czetz János utca (↑)             | 6  | |
| 15 | Bercsényi utca                                        | 5  | |
| ∫  | Mátyás király út (ma: Csillaghegy H)                  | 4  | Szentendrei HÉV Békás                                                                                        |
| 16 | Szénhidrogén Kutató Intézet (↓) Szent István utca (↑) | 3  | |
| 17 | Pünkösdfürdő utca                                     | 1  | 143, 145, 146, 186, Békás                                                                                    |
| 18 | Békásmegyer, HÉV-állomás végállomás                   | 0  | Szentendrei HÉV 143, 145, 146, 186, Békás                                                                    |